# Bankya
Bankya (tiếng Bulgaria: Банкя) là một thị trấn thuộc thủ đô Sofia, Bungaria. Dân số thời điểm năm 2011 là 11102 người.

## Dân số
Dân số trong giai đoạn 2004-2011 được ghi nhận như sau:
| Năm | 2004 | 2005 | 2006  | 2007 | 2008 | 2009 | 2010  | 2011  |
| --- | ---- | ---- | ----- | ---- | ---- | ---- | ----- | ----- |
| Dân số | 9123 | 9375 | 14000 | 9662 | 9788 | 9893 | 10126 | 11102 |
| From the year 1962 on: No double counting—residents of multiple communes (e.g. students and military personnel) are counted only once. |      |      |       |      |      |      |       |       |